# Ласиогнат Бииба
Ласиогнат Бииба, или крючковидый ласиогнат (лат. Lasiognathus beebei), — вид морских лучепёрых рыб из семейства тауматихтовых (Thaumatichthyidae). Распространены у Гавайских островов в Тихом океане, а также у Мадейры и Бермудских островов в Атлантике. Видовое название дано в честь натуралиста Уильяма Биби.
Обитают на глубине до 1100 м. Максимальная длина тела 11,5 сантиметров. Этот вид отличается формой иллиция и эски (иллиций короткий, сжатый, веерообразный на конце с крючковидной эской, в отличие от удлинённого цилиндрического отростка всех других видов).